# Mangeløv-slægten
Mangeløv-slægten (Dryopteris) har følgende fællestræk: Bladene er to til flere gange fjersnitdelte med runde sporehushobe (sori). Bladstilkene har en rendeformet fure på oversiden. Flere arter dyrkes som haveplanter.
| Arter |

- Almindelig mangeløv (Dryopteris filix-mas)
- Bredbladet mangeløv (Dryopteris dilatata)
- Butfinnet mangeløv (Dryopteris cristata)
- Duftende mangeløv (Dryopteris fragrans)
- Finbladet mangeløv (Dryopteris expansa)
- Smalbladet mangeløv (Dryopteris carthusiana), Skarpfinnet Mangeløv.